# Rickard Engfors
Paul Rickard Engfors, född 22 november 1976 i Österhaninge församling, Stockholms län, är en svensk showproducent, stylist, formgivare och före detta dragshowartist.

## Karriär
År 1996 började han som dragshowartist i After Dark och blev känd som "Christer Lindarws kronprins" och "Sveriges snyggaste tjej". År 2001 satte han upp krogshowen Rickard + Magnus = sant på Göta Lejon tillsammans med Magnus Carlsson.
År 2002 gjorde Engfors den officiella Pridelåten La Vie (This is My Life) tillsammans med Christer Björkman. Egentligen sjöngs Engfors del in av den då okända Shirley Clamp och vid framträdanden mimade Engfors till Clamps sång.  
År 2003 syntes han i Johan Rencks musikvideo till The Knifes Pass This On och framträdde även med låten i Sen kväll med Luuk på TV4. 
Engfors medverkade som artist i Melodifestivalen 2005 med bidraget Ready For Me som han framförde tillsammans med Katarina Fallholm. Bidraget kom på åttonde och sista plats i sin deltävling. 
Han har varit kreativ konsult för mer än 25 bidrag i Melodifestivalen och följde med 2006 års vinnare Carola Häggkvist till Eurovision Song Contest i Aten. Han stod även bakom hennes sommarturné genom Sverige samma år.
I augusti 2011 utkom hans självbiografi Allt eller inget.